# Belgique aux Jeux paralympiques d'hiver de 2022
La Belgique participe aux Jeux paralympiques d'hiver de 2022 à Pékin en Chine du 4 au 13 mars 2022. Il s'agit de sa dixième participation à des Jeux d'hiver.
Deux athlètes et un guide représenteront la Belgique lors de ces jeux

## Compétition

### Ski alpin

#### Sélection
| Homme(s)               | Femme(s)                                                          |
| ---------------------- | ----------------------------------------------------------------- |
| - Rémi Mazi (LW6/8-2), | - Linda Le Bon (B2), Ski Racing Team Wallonia - Ulla Gilot, guide |